# Boniface Alexandre
Boniface Alexandre (Puerto Príncipe, 31 de julio de 1936-Puerto Príncipe, 4 de agosto de 2023) fue un político y jurista haitiano que se desempeñó como presidente provisional de Haití tras la crisis de 2004 que destituyó al presidente Jean-Bertrand Aristide de su cargo. Ocupó el cargo hasta mayo de 2006.

## Biografía
Presidente Interino de la República de Haití (2004-2006), después del derrocamiento por un golpe de Estado de Jean-Bertrand Aristide. Realizó sus estudios de abogado en la Universidad de Puerto Príncipe.
Alexandre tomó el mando el 29 de febrero de 2004 y lo abandonó en mayo de 2006 tras el juramento de René Préval, siguiendo la línea de sucesión presidencial, como presidente del Tribunal Supremo, por el cargo vacante dejado por Aristide.
Boniface Alexandre falleció en su casa de Puerto Príncipe, el 4 de agosto de 2023, cuatro días después de cumplir 87 años.